# Дребни мошеници
„Дребни мошеници“ (на английски: Small Time Crooks) е комедия написана и режисирана от Уди Алън, която излиза на екран през 2000 година.

## Сюжет
Бившият пандизчия Рей и неговата съпруга-маникюристка Френчи са дребни мошеници. Те измислят много особена схема за забогатяване, към която се присъединяват цяла група странни и ексцентрични типове. Най-смешното е, че наистина забогатяват - не по схемата естествено, но съвсем реално и това постепенно се превръща в голям проблем. Ситуациите, в които изпадат, могат да бъдат окачествени само по един начин - СМЯХ ДО СКЪСВАНЕ ! Около новоизпечените богаташи се завъртат най-различни истински мошеници и измамници, като лъскавия и високообразован Дейвид. Целта им е прозрачна и разбираема - да свият част от парите. Но това е лесно само на пръв поглед. Остроумният диалог и безспорно добрата режисура и актьорска игра поставят този филм между най-успешните комедии от последните години.

## В ролите
| Актьор           | Роля                          |
| ---------------- | ----------------------------- |
| Уди Алън         | Рей Уинклер                   |
| Трейси Улман     | Франсис (Френчи) Фокс-Уинклер |
| Хю Грант         | Дейвид Перет                  |
| Илейн Мей        | Мей Слоун                     |
| Тони Дароу       | Томи Уокър                    |
| Илейн Стрич      | Чи-Чи Веласкес Потър          |
| Майкъл Рапапорт  | Дени Дойл                     |
| Джон Ловиц       | Бенджамин „Бени“ Буковски     |
| Брайън Маркинсън | Полицай Кен Делоач            |
| Джордж Гризард   | Джордж Блин                   |
| Лари Пайн        | Чарлз Бейли                   |
| Кристине Нилсен  | Емили Бейли                   |